# Julus ghilarovi
Julus ghilarovi är en mångfotingart som beskrevs av Gulicka 1963. Julus ghilarovi ingår i släktet Julus och familjen kejsardubbelfotingar.

## Underarter
Arten delas in i följande underarter:
- J. g. brachydactylus
- J. g. ghilarovi